# 禹仁姬
禹仁姬（？—1981年），朝鮮電影演員，金正日的情婦。生於開城，早年學習舞蹈並進入平壤做演員，以出演1959年電影《春香傳》知名，後與金正日結識。因與他人有染，1981年於平壤姜健綜合軍官學校被處決。